# Иванова, Елена Павловна
Елена Павловна Иванова (родилась 6 мая 1986 года) — российская футболистка, выступавшая на позиции вратаря. Чемпионка Европы 2005 года среди девушек до 19 лет.

## Карьера

### Клубная
Начинала карьеру в футбольной команде «Катюша-Спартак», откуда перешла в мини-футбольный клуб «Аврора» из Санкт-Петербурга, в составе которого становилась серебряным призёром Чемпионата России по мини-футболу, обладателем Кубка России по футзалу, призёром Чемпионата России по футзалу, позднее перешла в люберецкую «Снежану», в составе которой становилась призёром Чемпионата России по мини-футболу. Вскоре перешла в большой футбол в московский «Спартак», откуда перешла в тольяттинскую «Ладу», в составе которой стала серебряным призёром открытого Кубка Италии. В течение долгого времени была единственным вратарём в команде. В составе «Лады» — победительница второго дивизиона России (2007), серебряный призёр первого дивизиона и полуфиналистка Кубка России (2008). В 2009 году сыграла за «Ладу» 6 матчей в высшей лиге. После расформирования клуба один сезон отыграла в саранском футбольном клубе «Мордовия» в первом дивизионе. После ушла из футбола.

### В сборной
Будучи игроком московского «Спартака», призывалась в сборную России. Была зачислена в состав на чемпионат Европы 2005 года среди девушек не старше 19 лет. Сыграла за сборную два товарищеских матча. Стала чемпионкой Европы.